# Zeitungsportal NRW
Das Zeitungsportal NRW ist ein Kooperationsprojekt nordrhein-westfälischer Archive und Bibliotheken zur Zeitungsdigitalisierung.  Projektpartner sind die Universitäts- und Landesbibliotheken Bonn, Düsseldorf und Münster, das Archiv- und Fortbildungszentrum des Landschaftsverbandes Rheinland in Brauweiler (LVR-AFZ) sowie das Hochschulbibliothekszentrum des Landes Nordrhein-Westfalen (hbz) in Köln. Gefördert wird das Projekt durch das Ministerium für Kultur und Wissenschaft des Landes Nordrhein-Westfalen. Ziel des Projektes ist die Bündelung der heterogenen Zeitungsüberlieferung Nordrhein-Westfalens in einem zentralen Portal.

## Beschreibung
2017 wurde mit der Digitalisierung der Bestände begonnen. Das Portal zeit.punktNRW ist seit Ende Juni 2018 online. Die Basis des Portals bilden die bereits digitalisierten Bestände der ULBs in Bonn und Münster, und es wird kontinuierlich erweitert. Das Projekt ist auf zwölf Jahre, bis Ende 2028, angelegt. Inhalt sind Lokal-, Kreis- und Regionalzeitungen allgemeinen Inhalts, die zwischen 1801 und 1945 in den Grenzen des heutigen Bundeslandes Nordrhein-Westfalen publiziert wurden.
Bis März 2024 wurden über 7.000 Mikrofilme sowie 18.470.274 Zeitungsseiten von 2.395.293 Ausgaben digitalisiert. Die bisherige Speicherkapazität umfasst 411 Terabyte. Neben Mikrofilmen wurden im Jahre 2021 in einer konzertierten Aktion auch Mikrofiches, v. a. aus westfälischen Archiven, digitalisiert und freigeschaltet. Zugleich wurde 2021 begonnen, den gesamten Bestand einer OCR-Erkennung zuzuführen, damit künftig eine Volltextsuche möglich ist. Ende Mai 2024 waren über 15 Millionen der bis dato gut 16 Millionen freigegebenen Seiten per Volltextsuche recherchierbar (ca. 93 %). Ab 2023 wurden zudem Masterfilme aus der Bundessicherungsverfilmung, die im Barbarastollen eingelagert, digitalisiert sowie erstmalig auch Originalbestände aus Archiven NRWs. Zusätzlich begann am 1. Juli 2019 mit Förderung durch die Deutsche Forschungsgemeinschaft (DFG) die Digitalisierung der Kölnischen Zeitung als bedeutender deutschsprachiger Zeitung des 19. und 20. Jahrhunderts. Dieses Projekt wurde im Juli 2021 abgeschlossen.
Bereits zu Beginn des Projekts wurden die Einträge der Zeitungsunternehmen sporadisch durch Beschreibungstexte ergänzt, die einen Einblick in die Historie, die Entwicklung, den Inhalt und die politische Ausrichtung der betreffenden Zeitungen vermitteln sollen. Seit Mai 2023 wird diesem Aspekt mit erhöhter Intensität nachgegangen, sodass bis im März 2025 mit Hilfe von Ehrenamtlichen 135 wikiartige Texte (von 529 Zeitungsunternehmen, Stand März 2025) erstellt wurden.
Das Projekt betreibt Öffentlichkeitsarbeit in Form von Vorträgen, Publikationen, offenen Online-Sprechstunden sowie in Form einer öffentlichen Facebook-Gruppe.